# Мелеть
Мелеть — деревня в Малмыжском районе Кировской области. Административный центр Мелетского сельского поселения.

## География
Деревня расположена на реке Мелетка в 3 км от левого берега Вятки, в 16 км к северо-востоку от Малмыжа, административного центра района, и в 225 км к юго-юго-востоку от Кирова. На севере и востоке от деревни расположен лесной массив, на западе — озеро Мелетское (за ним — Вятка).
Через деревню проходит автодорога Малмыж — Кильмезь (пересекает Вятку по понтонному мосту в 8 км к юго-западу от деревни), от неё отходит тупиковая дорога вверх по Вятке к Весёлой Горке и Захватаево.

## Население
| 2010 |
| ---- |
| 223  |

## Улицы
| - ул. Заречная, - ул. Лесная, - ул. Советская, - ул. Школьная, | - пер. Школьный, - ул. Юбилейная, - ул. Южная. |